# Santiago Ezquerro
Santiago Ezquerro Marín (* 14. Dezember 1976 in Calahorra, La Rioja) ist ein ehemaliger spanischer Fußballspieler.

## Verein
Ezquerros erster großer Verein war der CA Osasuna. Über Atlético Madrid und den Inselklub RCD Mallorca kam der Stürmer 1998 zu Athletic Bilbao. Bei Bilbao absolvierte er am 12. August 1998 sein erstes Spiel in der UEFA Champions League (gegen Dinamo Tiflis). Schnell wurde der wendige und dribbelstarke Stürmer ein unverzichtbarer Bestandteil der ersten Elf. Seine persönlich beste Saison absolvierte er 2004/05, als er unter anderem in sieben UEFA-Cup-Spielen fünf Treffer erzielen konnte. Er wurde anschließend ablösefrei vom FC Barcelona verpflichtet.
Da Ezquerro bei Barcelona nicht über eine Reservistenrolle hinauskam wechselte er Ende Juli 2008 zum CA Osasuna, wo er 2009 seine Karriere beendet hat.

## Nationalmannschaft
Sein bisher einziges Spiel in der spanischen Nationalmannschaft absolvierte Ezquerro am 5. September 1998 in der Qualifikation zur Fußball-Europameisterschaft 2000 gegen Zypern (2:3).